# Derek Agyakwa
Derek Emmanuel Adjei Agyakwa (Amsterdam, 19 december 2001) is een Nederlands voetballer van Ghanese afkomst die doorgaans als verdediger speelt.

## Carrière
Derek Agyakwa speelde in de jeugd van FC Amsterdam, FC Twente en het Engelse Watford FC. Hij debuteerde voor Watford op 15 september 2020, in de met 1-1 gelijkgespeelde uitwedstrijd tegen Oxford United FC in de EFL Cup die na penalty's gewonnen werd. Hij begon in de basis en werd in de rust vervangen door Christian Kabasele. In de volgende ronde van dit toernooi, waarin Watford met 3-1 verloor van Newport County AFC, speelde hij de hele wedstrijd. In oktober 2020 werd het contract van Agyakwa tot 2022 verlengd en werd hij voor de rest van het seizoen aan het Italiaanse Como 1907 verhuurd. Hier debuteerde hij op 19 oktober 2020 tegen SSD Sporting Lucchese in de Serie C. In januari 2021 keerde hij terug bij Watford. In 2022 vertrok hij naar Port Vale FC. In september werd hij een maand verhuurd aan Chorley FC, waar hij tot één optreden in de beker kwam. Na zijn terugkeer debuteerde hij voor Port Vale tegen Wolverhampton Wanderers FC U21 in de EFL Trophy.

### Statistieken
| Seizoen                       | Club           | Land           | Competitie      | Competitie | Competitie | Beker | Beker | Overig | Overig | Totaal | Totaal |
| Seizoen                       | Club           | Land           | Competitie      | Wed.       | Dlp.       | Wed.  | Dlp.  | Wed.   | Dlp.   | Wed.   | Dlp.   |
| ----------------------------- | -------------- | -------------- | --------------- | ---------- | ---------- | ----- | ----- | ------ | ------ | ------ | ------ |
| 2020/21                       | Watford FC     | Engeland       | Championship    | 0          | 0          | 0     | 0     | 2      | 0      | 2      | 0      |
| 2020/21                       | → Como 1907    | Italië         | Serie C         | 4          | 0          | 0     | 0     | 0      | 0      | 4      | 0      |
| 2021/22                       | Watford FC     | Engeland       | Premier League  | 0          | 0          | 0     | 0     | 0      | 0      | 0      | 0      |
| 2022/23                       | Port Vale FC   | Engeland       | League One      | 0          | 0          | 0     | 0     | 1      | 0      | 1      | 0      |
| 2022/23                       | → Chorley FC   | Engeland       | National League | 0          | 0          | 0     | 0     | 0      | 0      | 0      | 0      |
| Carrièretotaal                | Carrièretotaal | Carrièretotaal | Carrièretotaal  | 4          | 0          | 0     | 0     | 3      | 0      | 7      | 0      |
| Bijgewerkt op 10 januari 2021 |                |                |                 |            |            |       |       |        |        |        |        |